# 2022~2023년 엠폭스 유행
현재 진행 중인 엠폭스 유행은 2022년 5월 6일 나이지리아 여행을 마치고 귀국한 영국 런던 거주자에게서 처음 확인되었다. 나이지리아는 엠폭스가 풍토병인 지역이다. 해당 환자는 엠폭스 증상이 2022년 4월 29일부터 계속되었으며, 5월 4일 영국에 귀국하며 지표환자(최초의 환자)가 되었다.
엠폭스는 노출 1-2주 이후 발열이나 다른 비특이적 증상이 나타나고, 사라질 때까지 대략 2주가 걸리는 발진이 생기는 바이러스성 질환이다. 어린이가 감염됐을 때 더 중증일 가능성이 높다.
영국에서 발병한 몇몇 엠폭스 사례가 어디서 기원한 것인지는 불명이다. 질병 감시자들은 5월 중순 런던에서 지역사회 감염이 일어난 것을 발견했다. 또 다른 초기 발병 사례는 노스이스트잉글랜드와 사우스이스트잉글랜드, 스코틀랜드, 웨일스, 북아일랜드에서 보고되었다. 5월 18일부터 특히 유럽을 중심으로 하여 다양한 나라와 지역에서 다수 발병 사례가 보고되었다. 유럽 이외에도 북아메리카, 중동, 오스트레일리아에서도 발병이 확인되었다.

## 배경
엠폭스는 엠폭스 바이러스에 의해 인간과 특정 동물들에서 발병하는 전염병이다. 발열, 두통, 근육통, 림프절종창, 피로 등이 초기 증상으로 나타난다. 이후 수포를 형성하는 발진이 뒤따라 발생한다. 바이러스에 노출된 이후 증상이 나타나는 데까지 보통 7-14일 정도가 걸린다. 증상은 일반적으로 2-4주가량 나타난다. 특히 어린이나 임산부, 면역억제 상태인 사람은 중증 환자가 되기 쉽다.
엠폭스는 야생동물의 고기를 다룬 경우, 동물에게 물리거나 긁힌 경우, 체액, 오염된 물건, 감염된 사람과의 밀접 접촉을 통해 전파될 수 있다. 바이러스는 보통 특정 설치류의 안에서 순환한다. 바이러스의 DNA를 병변에서 확인하여 진단할 수 있다. 질병 양상은 수두와 비슷하게 나타난다.
천연두 백신은 엠폭스 감염을 85% 정도 예방할 수 있다. 2019년, 엠폭스 백신인 진네오스가 미국에서 성인을 대상으로 사용이 승인되었다. 최근의 치료 표준은 특히 엠폭스나 천연두 같은 오르소폭스바이러스 감염을 대상으로 사용하는 항바이러스제인 테코비리마트이다. 테코비리마트는 유럽 연합과 미국에서 엠폭스 치료용으로 승인되었다. 시도포비르나 브린시도포비르도 유용할 수 있다. 치료하지 않았을 시 사망률은 콩고 분지(중앙아프리카) 계통군의 경우 약 10-11% 정도로 보고되었다.

## 유행의 특징
이번 유행은 서아프리카 계통군에 의해 발생하였다. 세계보건기구(WHO)에 따르면 해당 계통군의 바이러스는 1%의 치명률을 보인다.
2022년 5월 23일, WHO 고문인 데이비드 L. 헤이만(David L. Heymann)은 유행이 벨기에와 스페인에서 있었던 두 댄스 파티에서 게이와 양성애자 남성 간의 성관계로 인해 전파가 시작됐을 가능성이 있다고 밝혔다. 5월 25일 가디언이 보도한 바에 따르면, MSM 사회에 병이 도달하기 전 이미 영국과 유럽에도 질병이 돌고 있었다고 많은 과학자들이 의심한다. 해당 사례들은 오진으로 인해 놓친 것으로 추정되며, 2018년과 2019년 각각 한 번씩 진단되었다.
엠폭스는 본래 서아프리카와 중앙아프리카의 풍토병이다. 2022년 유행이 있기 이전 영국에서는 오직 7개의 엠폭스 감염 사례가 보고되었으며, 이 사례들은 모두 아프리카에서 들어온 경우거나 그 환자들을 치료하다가 감염된 의료 관련 종사자들의 경우였다. 처음 3개의 사례는 2018년 있었으며 이후 2019년의 하나의 추가 발병 사례가 나왔다. 2021년에는 3개의 발병 사례가 있었다. 서구 사회에서 대규모의 엠폭스 유행이 있었던 유일한 보고된 사례는 2003년 미국 중서부에서 발생한 2003년 미국 중서부 엠폭스 유행이었다. 이 유행의 경우 지역사회 전파는 나타나지 않았다.
나이지리아의 바이러스학자인 오에웨일 토모리(Oyewale Tomori)는 2021년의 나이지리아에서 있었던 엠폭스 감염의 수가 실제보다 낮게 보고되었을 수 있다고 지적했다. 이는 많은 나이지리아 사람들이 COVID-19에 걸릴 수 있다는 두려움으로 인해 의료 시설을 피했기 때문이다. 영국 의료 당국이 2022년 5월 영국에서의 엠폭스 감염 첫 사례를 보고한 이후, 나이지리아 정부는 나이지리아에서 보고된 엠폭스 사례와 사망자 정보와 통계를 발표했다.

## 영국의 첫 발병 사례

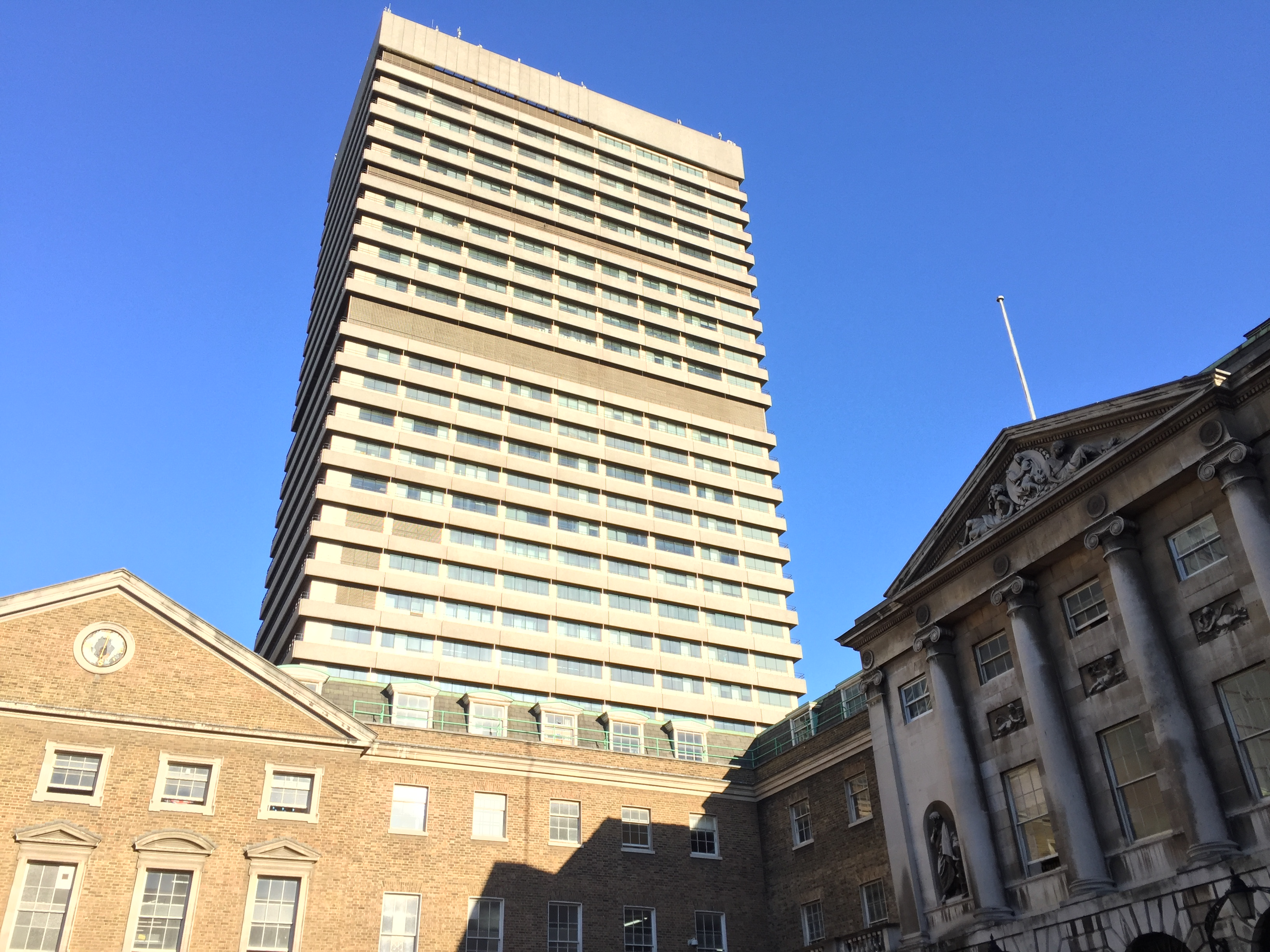
2022년 4월 감염된 환자가 입원했던 가이 병원.

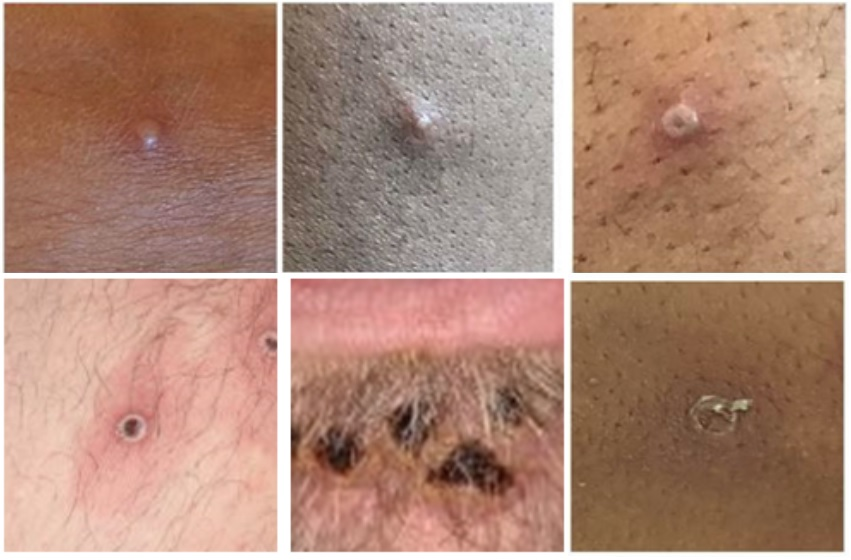
엠폭스 병변의 발달 단계

2022년 5월 초, 나이지리아의 라고스와 델타주를 여행하고 온 영국인이 엠폭스에 감염된 사례가 보고되었다. 해당 지역은 엠폭스가 풍토병으로 창궐하는 곳이다. 환자는 나이지리아에 있던 4월 29일쯤 발진이 발생한 채로 5월 4일 영국으로 귀국했고 같은 날 입원했다. 엠폭스 감염이 바로 의심되어 가이 병원에 환자는 입원하여 격리 조치되었다. 5월 6일 바이러스 양성 판정을 받았다. 환자의 면봉 검사 표본을 중합효소 연쇄 반응(PCR) 검사한 결과 서아프리카형 엠폭스 바이러스에 감염된 것이 확인되었다. 이 형태의 바이러스는 다른 두 엠폭스 바이러스 변종보다는 낮은 1% 정도의 치명률을 보인다.
나이지리아에서 영국으로 오는 비행기나 도착 이후 영국에서 해당 첫 환자와 접촉한 사람들을 광범위하게 접촉자 추적하였고, 잠재적 접촉자들은 엠폭스의 증상을 숙지하고 만일 증상이 하나라도 접촉 이후 21일 안에 발생했을 경우 즉시 격리되어야 한다고 권고되었다. 접촉자 추적 이후 세계보건기구(WHO)는 영국에서 바이러스 전파가 더 이루어질 위험성은 매우 낮다고 여겼다. 스코틀랜드 공중보건국은 5월 14일 스코틀랜드까지 접촉자 추적을 확대하여 수행했다. 스코틀랜드에서 적은 수의 사람이 초기 감염자들과 밀접 접촉하여 자가 격리 조치되었으나 여전히 공공의료에 대한 전반적인 위험성은 매우 낮다고 평가되었다.
5월 12일, 영국 보건안전국(UKHSA)은 런던에서 두 명이 추가 감염되었다는 것을 확인했다. 두 명은 같은 집에서 살고 있었지만 첫 환자나 엠폭스 풍토병 지역과 어떤 연관도 찾을 수 없었다. 두 명 중 한 명은 런던 세인트마리 병원에 입원했고 다른 환자는 증상이 경미해 집에서 자가 격리하기로 하였다. 5월 17일 UKHSA는 런던에 사는 세 명과 노스이스트잉글랜드에서 한 명, 총 네 명이 추가로 감염된 것을 확인했다. 노스이스트잉글랜드의 환자는 이전 런던으로 여행을 갔었던 것으로 알려졌다.
이 새로운 발병 사례들은 모두 드물게도 이전의 세 감염 사례와 전혀 접촉력이 알려지지 않았다. 이는 이전에 알려지지 않은 전파 방식으로 바이러스가 감염되었으며, 런던 지역에서 바이러스가 더 넓은 지역사회 감염을 일으켰다는 것을 시사한다. UKHSA는 엠폭스가 공중보건에 가할 위험성은 여전히 매우 낮은 상태라고 밝혔다. 활동성 엠폭스 감염 환자들은 뉴캐슬어폰타인의 빅토리아 왕립병원과 왕립무료병원, 런던의 가이 병원에 입원한 것으로 확인되었다.

## 국제적 유행

엠폭스 유행의 전세계 환자 수 차트

5월 18일, 포르투갈 보건 당국은 20건의 의심 사례 중 14건의 엠폭스 감염 사례가 있었다고 보고했다. 두 표본의 검사 결과는 아직 나오지 않은 상태였다. 스페인에서는 5월 18일의 감염 사례가 확인되었다. 같은 날 미국에서는 2022년의 첫 엠폭스 의심 사례를 확인했고 캐나다에서는 13건의 의심 사례가 보고되었다.
5월 19일 스웨덴과 벨기에는 각각 엠폭스 첫 감염 사례를 보고했다. 이탈리아는 같은 날 카나리아 제도에서 도착한 여행객에서 첫 감염 사례를 확인했다. 프랑스에서는 의심 사례가 보고되었다. 포르투갈 사례를 가지고 진행된 유전자 분석은 환자가 감염된 바이러스가 서아프리카 계통군으로, 2018년과 2019년에 나이지리아에서 바이러스가 들어온 사례와 밀접하게 연관되어 있다는 사실을 발견했다. 염기 서열 분석 오류가 나이지리아 바이러스 그룹에 속한 바이러스가 정확히 어디 속하는지 알기 어렵게 만들었다.
5월 18일 미국 매사추세츠주에서 발병 사례가 나온 뒤, 미국은 5월 19일 11억 9,000만 달러로 바바리안 노르딕 사에 1,300만 개의 천연두 백신을 주문하고 18억 달러 상당의 옵션을 구매했다. 5월 20일 미국 보건복지부는 이 백신 주문이 표준적인 대비일 뿐 최근 사건에 대한 반응이 아니라고 설명했다. 대변인은 "생물의학 첨단연구개발국(BARDA)은 잠재적인 천연두로 인한 응급 상황에 대비해 산업과 협력해 백신과 치료를 개발, 구매하고 있다. 이 중 일부는 엠폭스에도 사용할 수 있다."라고 말했다. 별도로 바바리안 노르딕은 정확히 어딘지는 밝히지 않았으나 한 유럽 국가가 엠폭스 유행으로 인해 임바넥스를 주문했다고 밝혔다.
5월 20일 오스트레일리아에서 영국 여행에서 돌아온 뒤 병에 걸린 첫 의심 사례가 보고되었다. 같은 날 멜버른과 시드니에서 두 번째 발병 사례가 확인되었다. 양쪽 사례 모두 유럽과 영국 여행을 다녀와 최근 귀국한 것으로 알려졌다. 독일, 프랑스, 네덜란드도 같은 날 첫 발병 사례를 확인했다. 벨기에에서 확인된 3건의 사례는 안트베르펜에서 있었던 다크랜즈 페티시 페스티벌(Darklands fetish festival)과 연관되어 있었다. 벨기에는 5월 20일 엠폭스에 감염된 사람들을 의무 격리하도록 하는 첫 국가가 되었다. 의무 격리 기간은 21일로 정해졌다. 감염자와 밀접 접촉한 경우 자가 격리할 필요는 없으나 경계한 채로 지낼 것을 당부했다.
같은 날인 5월 20일, 영국 보건복지부 장관인 사지드 자비드(Sajid Javid)는 또 다른 11건의 발병 사례가 확인되어 영국 내 총 감염자 수가 20명이 되었다고 전했다. UKHSA의 수잔 홉킨스(Susan Hopkins) 박사는 최근 영국과 유럽에서 주목할 만한 비율로 엠폭스에 감염된 남성과 성교하는 남성들에 대한 주의를 기울여야 한다고 촉구했다. UKHSA는 엠폭스 감염자와 밀접 접촉한 사람은 21일 동안 자가 격리할 것을 권고했다. 자가 격리는 의무적인 것은 아니다.
5월 21일에는 스위스와 이스라엘에서 각각 첫 감염 사례가 확인되었다. 스페인에서는 마드리드에 위치한 게이 대중목욕탕과 관련된 23건의 새로운 감염 사례가 나왔다. 또한 이 중 여러 사례는 그란카나리아섬의 마스팔로마스 게이 프라이드 페스티벌(Maspalomas Gay Pride Festival)과 관련되어 있을 수 있다. 같은 날 노르웨이 당국은 5월 초 노르웨이를 방문한 뒤 모국(정확히 어딘지는 알려지지 않은 유럽 국가)에서 엠폭스 양성 판정을 받은 사람에 대한 접촉자 추적을 시작했다. 그리스에서는 의심 사례가 보고되었으나 이후 수두로 확진되었다.
5월 22일 오스트리아에서 첫 발병 사례가 확인되었다.
5월 23일 덴마크에서는 카나리아 제도를 방문한 뒤 귀국한 첫 발병 사례가 보고되었고, 다음 날에는 스페인에서 귀국한 사람이 확진되어 두 번째 감염 사례가 나왔다. UKHSA의 의료 총괄고문인 수잔 홉킨스는 37건의 새로운 엠폭스 환자가 나왔다고 알렸으며 이로 인해 영국의 확진자는 총 57명이 되었다. 캐나다에서는 퀘벡주가 15건의 확진 사례가 확인되었다고 발표했다.
5월 24일 체코에서는 5월 초 벨기에의 음악 페스티벌에 갔던 여성이 처음으로 확진되었다. 같은 날 아랍에미리트에서는 서아프리카를 방문한 29살 여성이 첫 확진자로 보고되었다. 또한 같은 날 슬로베니아에서는 카나리아 제도에서 온 사람이 첫 확진자로 확인되었고, 스위스는 제네바주에 사는 여성이 두 번째로 확진되었다. 영국에서는 14명이 추가로 확진되며 스코틀랜드의 감염 사례 1건을 포함하여 총 71명이 확진되었다. 이로서 엠폭스는 총 19개국으로 전파되었다.
5월 25일 포르투갈에서는 10명의 추가 확진자가 보고되었다. UKHSA는 영국에서 7명의 추가 확진자가 나와 영국 내 총 확진자가 78명이 되었다고 밝혔다.
5월 26일, 웨일스 공중보건국과 북아일랜드 공중보건국은 영국과 스코틀랜드의 확진자와 연관된 확진 사례를 각각 1건씩 보고했다. 영국의 확진자는 총 90명이 되었다. 같은 날 퀘벡주에서는 몬트리올에 사는 학령기 아동의 의심 사례가 알려졌다. 한편 미국에서는 최근 아프리카를 여행한 성인 여성이 버지니아주의 첫 엠폭스 확진자가 되었다.
5월 27일 핀란드에서 첫 확진자가 나왔다. 영국에서는 16명이 추가 확진되어 영국의 확진자 수는 총 106명이 되었다. 아르헨티나는 스페인에서 최근 입국한 두 명이 확진되었다.
5월 28일 아일랜드에서 첫 확진자가 나왔다. 보건서비스원(HSE)은 아일랜드 동부의 렌스터에서 확진자가 나왔으며 입원은 하지 않았다고 발표했다. 의심 사례 역시 조사 중이라고 밝혔다. 같은 날 몰타에서는 해외에 나가 있다가 귀국한 38세 남성이 처음으로 확진되었다. 해당 확진자의 증상은 가벼워 입원이 필요하지 않았고 집에서 자가 격리하였다. 멕시코에서도 첫 확진자가 나왔다. 멕시코시티에서 50세 남성이 확진 판정되었으며, 멕시코 보건 당국에 따르면 본래 뉴욕에 사는 사람으로 네덜란드에서 감염됐을 것으로 추정된다.
5월 31일 노르웨이에서 첫 확진자가 나왔으며, 최근 여행을 다녀왔던 것으로 밝혀졌다. 헝가리에서도 38세 남성이 처음으로 확진되었다.
6월 1일과 2일에 아일랜드에서 4건의 추가 사례가 나와 확진자가 총 6명이 되었다.
6월 2일 모로코에서 첫 확진자가 나왔다.
6월 3일 라트비아에서 첫 확진자가 나왔다. 라트비아 외부에서 감염된 50세가 되지 않은 환자로 확인되었다.
6월 8일에는 브라질, 가나, 그리스에서 확진자가 나왔다. 브라질에는 최소 7건의 의심 사례가 있었으나 6월 8일 이전에는 확진자가 없었다. 가나 보건 당국은 5건의 사례에 확진 판정을 내렸다. 그리스에서는 포르투갈을 여행하고 온 사람이 첫 확진자가 되었다.
6월 10일 폴란드에서 첫 확진자가 나왔다. 폴란드 보건부는 폴란드 국민이 아닌 사람이 폴란드로 유입되어 확진되었다고 알렸으나, 그 이상의 정보는 밝히지 않았다.
6월 12일 베네수엘라에서 첫 확진자가 나왔다. 해당 환자는 스페인에서 입국한 것으로 확인되었다.
6월 13일과 14일에는 루마니아에서 첫 확진자가 나왔다. 역학 조사에 따르면 유럽의 타 국가에서 입국한 것으로 알려졌다.
6월 15일 조지아와 룩셈부르크에서 각각 첫 확진 사례가 보고되었다. 조지아의 확진자는 유럽의 다른 나라에서 들어온 경우였다.
6월 17일 칠레와 세르비아에서 각각 첫 확진자를 확인하였다. 두 사례 모두 서유럽에서 입국하여 각 나라의 수도에서 확진되었다.
6월 20일 레바논에서 첫 확진자가 보고되었다. 해외에서 입국하였으며 자택 격리되었다고 알려졌다. 같은 날 싱가포르에서는 42세 영국 국적의 비행기 승무원이 확진 판정되었다.
6월 21일 지브롤터에서 첫 확진자가 나왔다. 확진자는 스페인 출신이며 지브롤터에서 일하는 사람으로 알려졌다.
6월 22일, 대한민국에서 첫 확진자가 발생하였다. 이 환자는 6월 21일 독일에서 인천국제공항으로 입국한 30대 내국인으로 본인이 질병관리청에 자진 신고하여 격리된 후 PCR 검사와 유전자 염기서열 분석 결과 확진되었다. 확진자는 두통, 37.0도의 미열, 인후통, 무기력증, 피로, 피부 병변을 나타냈다. 이에 방역 당국은 감염병 위기 수준을 '관심'에서 '주의'로 격상하였다. 확진자와의 고위험 접촉자는 확인되지 않았다. 한편 또 다른 의심 환자였던 외국인은 수두에 걸린 것으로 알려졌다. 해당 외국인은 6월 20일 입국 당시 의심 증상이 있었음에도 '증상 없음'으로 신고하여 입국 심사대를 통과했고, 하루 뒤인 21일 부산의 병원에 방문해 격리 조치된 뒤 수두로 판명되었다.
6월 23일에는 남아프리카 공화국에서 실험실 검사 결과를 통해 첫 확진 사례를 냈다. 해당 환자는 하우텡주에 사는 30세 남성으로 알려졌다.
6월 24일 타이완에서 첫 확진자가 확인되었다. 이 환자는 2022년 1월부터 공부를 위해 독일에 있다가 6월 16일 타이완에 입국하였으며 20일 발열, 인후통, 발진 등의 증상을 보여 엠폭스 검사 후 확진 판정이 나와 격리 조치되었다.
7월 2일 안도라에서 첫 확진자가 나왔다.
7월 5일 파나마에서 첫 확진자가 나왔다.
7월 6일 도미니카 공화국, 에콰도르, 자메이카에서 각각 첫 확진자가 나왔다.
7월 7일 슬로바키아에서 첫 확진자가 나왔다.
7월 9일 뉴질랜드에서 첫 확진자가 나왔다. 7월 12일에는 뉴질랜드의 두 번째 확진자가 보고되었다.
7월 14일에는 인도와 사우디아라비아에서 각각 첫 확진자가 나왔다.
7월 23일에는 WHO가 엠폭스 유행을 국제적 공중보건 비상사태로 선언하였다.

## 연구

### 전염
유럽 질병예방통제센터(ECDC)는 엠폭스 바이러스가 사람 사이에서 전파 가능하다고 여기고 있다. ECDC에 따르면 전염이 가장 흔히 발생한 남성과 성교하는 남성(MSM)들 사이에서, 감염성의 피부 병변에 서로 가까이 접촉하게 되는 성행위로 인해 전염이 발생했을 것이다.
이번 사건에서 관찰된 비정상적으로 높은 사람 간의 전염 빈도와, 풍토병 지역에 여행한 적 없이 지역사회 감염된 것으로 추정되는 사례들을 고려했을 때 밀접 접촉을 통해 바이러스가 전파됐을 가능성이 더 높다. 밀접 접촉 중에서도 성행위로 감염된 사례가 가장 흔했다. ECDC는 성행위를 포함한 밀접 접촉으로 인한 전염 가능성을 높다고 매겼으나, 밀접 접촉 없이 사람 사이에서 엠폭스가 감염될 가능성은 낮다고 판단했다.
네이처에서 안네 리모인과 레이나 매킨타이어는 MSM 감염 비율이 높은 이유는 바이러스가 성적으로 전염된다기보다는, 지역사회로 바이러스가 우연히 도입된 이후 성행위가 '밀접 접촉' 역할을 했기 때문이라고 추측했다.

### 유전적 변화
이번 유행과 연관된 바이러스의 유전자 서열은 포르투갈 연구자들에 의해 5월 19일 처음 발표되었다. 연구는 이전의 2018-19년에도 국제적 유행을 일으켰던 서아프리카형이 이번 유행의 원인이 된 엠폭스 바이러스라는 사실을 확인했다. 유전자 서열에 대한 추가 조사를 통해 역학, 감염원, 전염 패턴에 대한 더 많은 정보를 얻을 수 있다고 생각된다. 추가적인 유전자 데이터와 분석이 예상된다.

### 백신
임바넥스와 같은 백시니아를 포함하는 천연두 백신은 엠폭스에 대해 85%의 효능을 보인다. 이 방어 수준은 아프리카에서 1980년대 후반에 천연두 백신을 사용하여 수행한 연구를 통해 계산된 것이다. UKHSA는 밀접 접촉자가 바이러스에 노출된 이후 발병하는 것을 예방하기 위해 임바넥스를 사용하기 시작했다.
5월 25일 남아프리카 공화국 국립 전염병 연구소(NICD)의 질병 전문가들은 엠폭스가 코로나19 범유행 사태와 같이 폭발적으로 전염될 수는 없어 집단 백신 접종은 불필요할 것이라고 생각한다고 밝혔다.